# Kályha

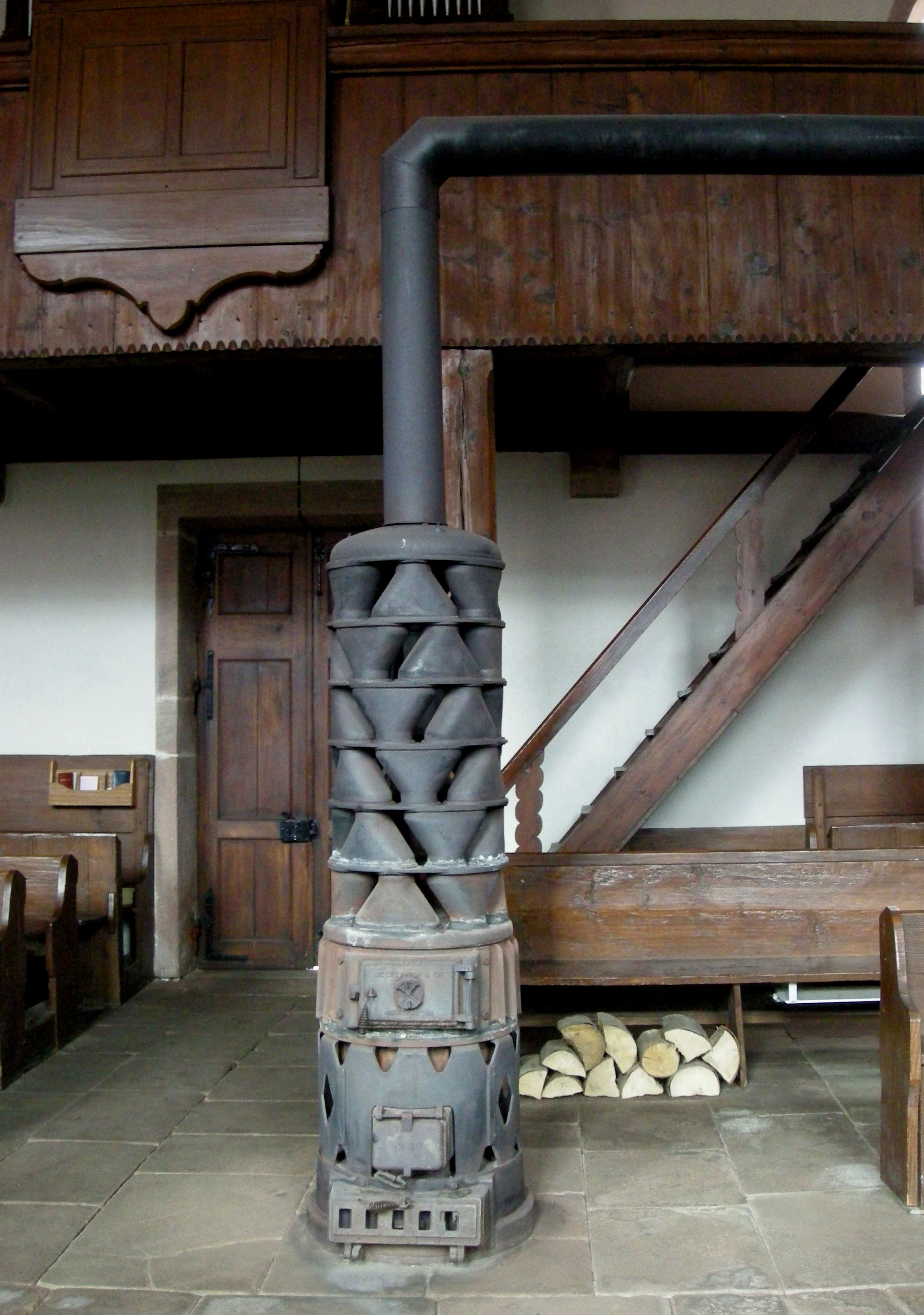
Vaskályha

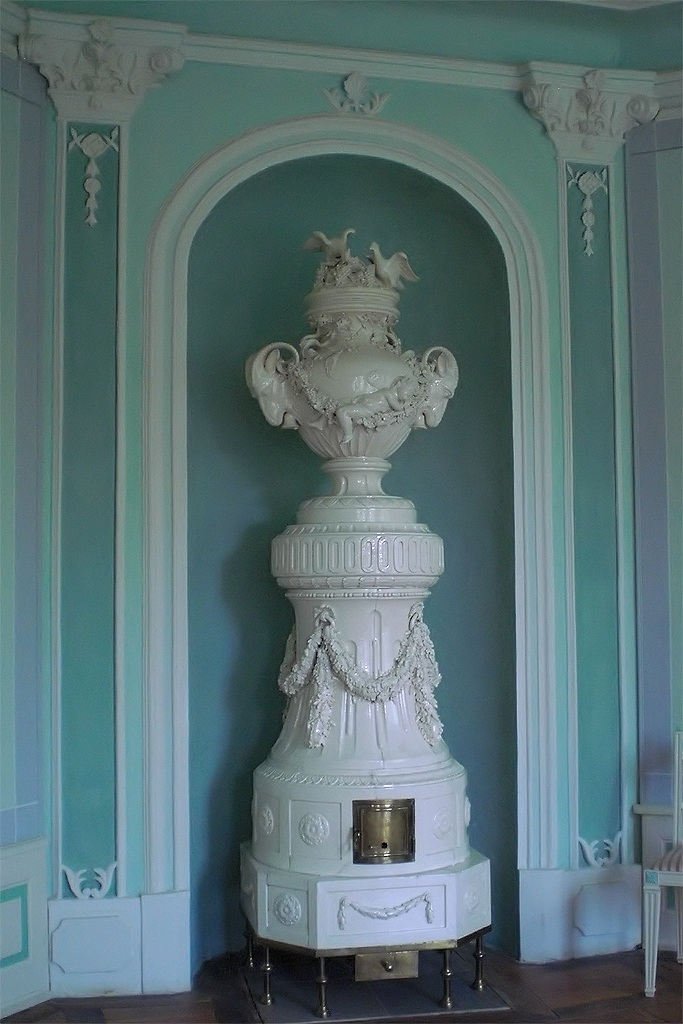
Főúri kastély kályhája a 19. századból

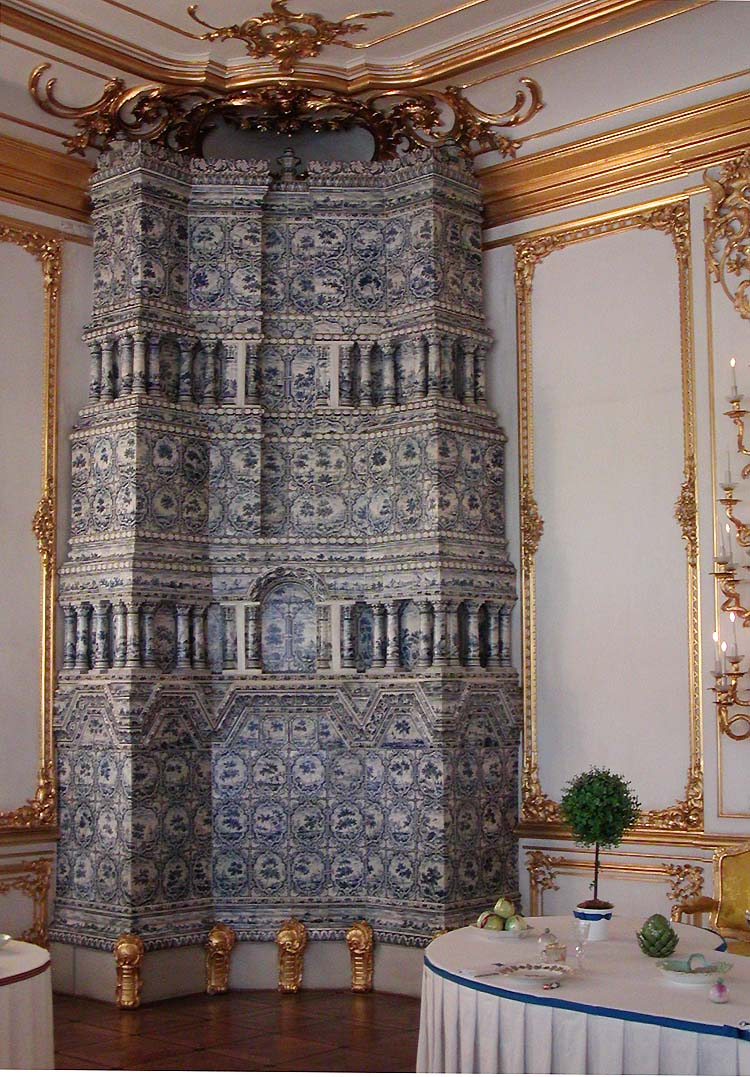
Cserépkályha a szentpétervári Katalin-palota ebédlőjében

A kályha szobák felmelegítésére szolgáló, zárt tűzterű tüzelő berendezés, melynek belülről megmelegített fala vagy köpenye közli a szobával a meleget hővezetés és hősugárzás révén. Minél jobb meleget vezető és meleget megtartó anyagból van tehát a kályha szerkesztve, a melegítési célokra annál tökéletesebb. Működéséhez az égés (tüzelés) feltételeit kell biztosítani: levegő hozzávezetést, és az égéstermék elvezetését.

## Története
A fűtésére a legrégebbi módszer a nyitott tűzrakó hely és a helyiség tetején hagyott nyílás volt, amit a népvándorlás törzsei is sátraikban, ill. jurtáikban használtak. A máig létező módszer Mongóliában és Afrikában hétköznapi gyakorlat. Ezt a tűzrakó helyet körbeépítve, és a füstöt kéménybe terelve jöttek létre a nyitott kandallók, amelyekkel inkább a melegebb éghajlat alatt élő népek fűtötték lakóhelyüket. Ez azonban régi formájában csak nagyon tökéletlenül melegít, s ezért a hidegebb éghajlat lakói bizonyára már nagyon korán feltalálhatták a zárt tűzterű kandallókat/kályhákat.
Az őskor népei, melegebb éghajlat alatt is élvén, inkább kandallóval fűtötték lakóterüket. Írott bizonyítékok azonban csak a Kr. u. 650. év körül kezdenek létezésükről tanúskodni, míg kályhafiókok csak a 15. századból, egész kályhák pedig attól kezdve maradtak reánk. Ezek a kályhák mind mázas vagy mázatlan, dombor- vagy festett díszítésű, égetett agyaglemezekből (a kályhafiókokból) vannak szerkesztve és kívülről fűthetők. Alakjuk általában négyszögletes, sokszor egész magasságukban egyforma szélességű, sokszor egy szélesebb alsó és egy keskenyebb felső építményre oszlik. Talapzatuk lábakon nyugszik; fölül, néha középütt is, többé-kevésbé díszes párkánnyal bírnak. Formailag és díszítésükben legtökéletesebbek e korban a svájci és német kályhák; ezeket utánozzák a többi országok, köztük Magyarország is, ez utóbbi inkább csak a kályhafiókok díszítésében, mint a kályha architektúrájában alkalmaz nemzeti motívumokat. A barokk és rokokó korszakban az addig testes kályhák megnyúlnak; nem fiókokból, hanem nagyobb darabokból (sokszor az egész kályha csak 2 darabból áll) szerkesztik és/vagy polikrom díszítésűek, vagy egészen fehérek, néha aranyozott részletekkel. E korszakban már a francia kályhák lépnek előtérbe. A vas- és porcelán kályhák használata a 18. században kezdődött. Magyarországon a 15. század közepén kezdett a kályha használata szélesebb körben elterjedni. Vajdahunyad várából töredékek maradtak fenn egy liliomos díszítésű fiókos és főpárkányú, háromszínű mázas kályhából. Nálunk a kályhát általában a szoba sarkába tették és melléje néha padokat helyeztek. A legrégibb reánk maradt magyar kályhák a 17. századból valók. Ilyen több van Felső-Magyarországon, pl. egy igen szép Krasznahorkán, kettő meg az Iparművészeti Múzeumban. Az utóbbiak közül az egyik kisebb embermagasságú, polikrom díszítésű, a másik óriási nagy Besztercebányáról származik; ennek igen gazdag szőlőfürtös, baluszteres főpárkánya van, fiókjainak ónzománcos, fehér és kobaltkék tulipános díszítése pedig tipikus magyar ízlésre vall. Ugyanott van egy 1773 évszámmal ellátott székely zöld zománcos kályha is.

## Típusok
- Kályhatípusok tüzelőanyag szerint

Tüzelőanyag szerint egy kályha lehet szilárd tüzelőanyagú (fa, szén), olajtüzelésű, villamos fűtésű, villamos fűtésű hőtárolós, és gáztüzelésű kályha.
- Kályhatípusok a kályha anyaga szerint

A kályha anyaga szerint lehet vaskályha, vagy cserépkályha, téglakályha.
- A levegőbevezetés szerint lehetnek nyitott égésterű (a helyiségből vesz levegőt), és zárt égésterű (külön a szabadból bevezetett égéslevegőt használ. A tűztér minden esetben ajtóval zárt.

## Kályhatípusok tüzelőanyag szerint
Az olajtüzelésű, és gáztüzelésű kályha lassan elveszti jelentőségét, és újra előtérbe kerültek a szilárd tüzelésű, fa, faapríték, pellet, fabrikett, és széntüzelésű kályhák.
Szilárd tüzelőanyaggal fűtött kályhák:
- cserépkályhák
- vaskályhák

Villamos fűtésű kályhák:
- elektromos fűtőtestek
- elektromos hőtárolós kályhák

A hőtárolós kályhák előnye, hogy csúcskizárásos, vezérelt szabályozással, olcsóbb árammal felfűthetők, és az igény jelentkezésekor hőmérséklet-szabályozással adják le a tárolt hőt.
Egyes kályhák néhány módosítás következtében eltérnek a típus alaptulajdonságaitól, mind építési anyag, tüzelőanyag, mind szerkezeti eltérések miatt, és közbenső változatoknak tekinthetők.

## Tüzelés módja
A kályha működéséhez egy kéményt és a helyiségbe egyszerűbb esetben légbevezetővel égéslevegőt biztosítsunk. Kályha kéménye egy szintre szolgál, és csak egy légtérből (lakásból) bekötött készülékekre alkalmas. Szükség van továbbá egy tüzelőanyag tárolóra, valamint a salak elszállításra (tűzbiztos szemétszállítás).
A kályhához vásárláskor jár egy használati utasítás, ami a kezelés fontos részleteire vonatkozik, ennek hiányában azonban megjegyezhetjük a következőket.
- Bőven engedjünk be levegőt (begyújtás után már csak a szabályozókon, ne a hamutér ajtaján, vagy a tűztér ajtó nyitva hagyásával),
- A tűztérbe csak a teljesítménynek megfelelő mennyiséget helyezzük be (pl. 4 kW-os kályhába 4/3,5 = 1,14 kg/óra, begyújtáskor berakható ennek a kétszerese, kb. 2,4 kg). Ezt előre kimérhetjük, és megjegyezhetjük, hogy pl. ez egy 5 literes vödör fa. A tűzteret teljesen telerakni nem szabad. A begyújtás felülről vagy elölről történhet.
- A begyújtott kályha állandó személyi felügyeletet igényel. Levegőbevezető nyílásokat teljesen elzárni tilos, mert a keletkező gázok felrobbanhatnak, másrészt mérgezőek!
- Így begyújtott kályhára kb. 2 óra után lehet rárakni, amíg van parázs, kb. egy órai mennyiséget.
- Kályha elhelyezése, karbantartása: a kályha működéséhez szükség van jó huzatú kéményre, új kályha esetén téglakéménynél rozsdamentes béléssel. Éghető anyag a kályha közelében nem lehet.
- Az égéslevegőt új építésű cserépkályhánál, vagy kandallónál zárt égéstér esetén, kívülről vezetjük be. Meglévő kis kályháknál általában a lakás levegőjéből megy égéslevegő a kályhába. Ehhez biztosítani kell a helyiségbe az égéslevegő bevezetést. Nem elég a zárt ablakokkal a réseken bejutó levegő, helyezzünk el úgynevezett légbevezetőt. Ennek hiányában a lakásba veszélyes szén-monoxid juthat vissza a kályhából.
- Tüzelőanyag: a frissen vágott fa nedves, hagyjuk fóliával letakarva, vagy fedett helyen szellősen száradni kb. 1 évig. A nedves fa helyett alkalmazzunk száraz brikettet (kb. fele mennyiség szükséges), vagy eleve igényeljünk száraz fát.
A láng színe fehér és világossárga között legyen, ne kormozzon. Ennek ellenőrzésére nézőnyílás/nézőüveg szükséges a tűztérajtón. A színt a primer/szekunder levegő szabályozókon beadott levegővel állíthatjuk be.  A kályhák levegőnyílásait égés és parázslás közben nem szabad lezárni, ill. a helyiségbe is légbevezetés szükséges, mert különben robbanásveszélyes és mérgező szén-monoxid képződhet. Az emisszióban szegény égés jele, ha fatüzelésnél az égés végén tiszta fehér hamu képződik.
Kályha hátlapok és a szomszédos falak között, valamint az alsó padló és a kályha alja, valamint a kályha teteje és a mennyezet között a típusnak megfelelő, kiszellőzött rést hagyjunk. Éghető anyagot tartsuk távol (bútor, tüzelő). Elé és alá szikrafogó fémtálcát tegyünk. Az ajtók forrók, kezeléshez tűzálló kesztyűt használjunk. A tüzelésből adódó szennyezések csökkenthetők, ha engedélyezett, minősített kályhatípust alkalmazunk, és minél jobb minőségű, a használati utasításban megadott tüzelőanyaggal tüzelünk. Háztartási hulladék eltüzelését jogszabály tiltja. Kerti zöld hulladékot (ágak, szárak) szárítás után eltüzelhetünk. Tüzelésre a légszáraz (levegőn kb. 2 évet fedett helyen tárolt) fa alkalmas. A nyers, nedves fa nedvességtartalma kb. 45%, fűtőértéke kb. fele, szennyezése kb. kétszerese a szárazénak (kb. 2x portartalmat, 3x CO tartalmat, 15%-kal rosszabb hatásfokot), és kéményrongálódást okozhat.

## Környezetvédelem
Kályhák égéstermék kibocsátására jelenleg általános előírások vonatkoznak, de 2022-től a 2015/1185/EU rendelet a szilárd tüzelésű egyedi helyiségfűtő berendezésekre is új követelményeket határoz meg. Új kis vaskályhák feltehetően nem fognak ennek megfelelni, de várhatóan pl. az automatikus adagolású pellet kályhák igen. Az Agrárminisztérium "fűtsokosankampány" szerint egyszerű vaskályhával nem érhető el környezetkímélő üzemmód.   
Cserépkályhák közül a hamuajtóval nem rendelkező, öko-tűzteres cserépkályhák tudnak majd megfelelni a követelményeknek.  
A tüzelés módja befolyásolja a kibocsátást, a használati utasítás megadja a szükséges adatokat.
A szennyező anyag kibocsátását, szmogképződést cserépkályhák esetén érdemes többféle beépített eszközzel lehet csökkenteni, azonban a kályha minősége, kialakítása önmagában elég lehet a megfelelő kibocsátás elérésére (CE jelzet). (A kályhák füstjének szennyezését később kezdték ellenőrizni, és csökkenteni, mint a nagyobb tüzelőberendezésekét, pl. erőművekét.)
A meglévő egyszerű kis vaskályhák hatásfokának javítását belső samottburkolat, ill. terelő biztosíthatja. Javíthatjuk még a füstcsőbe iktatott utóégetővel, és hődobbal (víz, vagy légfűtő), ami többlet légfűtő teljesítményt ad. A készülékek beiktatásával párhuzamosan a huzat csökken, ezért megfelelő kéményt igényel.

## Cserépkályhák
Burkolatuk általában égetett kerámia, ill. cserép, változatos anyagokból készül, belső felépítésük is tűzálló, épített szerkezet. A cserépkályha a kályhák sorában a kandalló után kifejlődött típus. A cserépkályhák és kandallók közti eltérés lényegében az, hogy a hagyományos kandalló elnevezés a mai szóhasználatban az olyan épített (kerámiából, falazattal készült) berendezésekre vonatkozik, melyekben nincsenek járatok, mint a cserépkályhákban. Egy függőleges huzamban áramlik a füstgáz, akár épített tűztérben, akár fémszerkezetű tűztérbetétben történik az égés. Tüzelőanyaguk általában fa, tűzterük eredetileg nyitott, később zárt. Ezeket a jobb hatásfok végett idővel felváltotta a cserépkályha, amit egy helyiség egyedi fűtésére alkalmaznak (a különleges, falba épített szerkezetektől eltekintve), az alaptípus nagy tömegű, hőtárolásra alkalmas, zárt tűzterű (ajtós). A zárt tűztér nem azonos a zárt égéstérrel, utóbbi nem a belső helyiségekből veszi a levegőt, hanem külön vezetéken kívülről kapja. Tüzelőanyaga legtöbbször fa (egyajtós), a jobb hatásfok céljából több függőleges, vagy vízszintes huzammal, járattal.

## Vaskályhák
A vaskályhákkal kapcsolatban a "fűtsokosankampány.hu" oldal közli, hogy vaskályhával "nem érhető el környezetkímélő üzemmód". 
A vaskályhák vegyes tüzelőanyagra alkalmasak, ezen belül az egyaknás kályhák a jó minőségű, kis gáztartalmú szenek eltüzelésére. Egy helyiség egyedi fűtésére alkalmazzák. Szerkezetük acéllemez burkolatból, öntöttvas testből, és samott szigetelésből áll, általában két (esetleg három) ajtóval. Az égés szakaszos, ezért időszakos fűtésre alkalmas, a hőt gyorsan leadja, tömege kicsi. Az alsó részben általában rostély helyezkedik el, levegőt az ajtók állítható nyílásain át kap. A kétaknás, ún. folytonégő kályha állandó fűtésre alkalmas. Egyik aknájába tesszük a tüzelőanyagot, ami a rostélyra csúszva ég el, az égés a rostély mozgatásával, kihamuzással szabályozható, a tüzelőanyag utánadagolásával az égés folyamatos.
A mai gyakorlat a kályha és kandalló elnevezést kissé másképp használja, kandallónak (esetleg kandalló-kályhának) nevezhetnek vasvázas, fémszerkezetű (belül szigetelt), egy- vagy kétajtós, üvegajtós, a kéménybe füstcsővel csatlakozó, iparilag egyben előállított, helyszíni építési munkát, körbefalazást nem igénylő fűtőberendezést is. Ezeken a burkolat díszítő célt szolgál, kisebb tömegű, kevesebb hőt tárol.